# 加藤正次
加藤 正次（かとう まさじ、1958年3月18日 - ）は、千葉県出身の元プロ野球選手（投手）。

## 来歴・人物
実家は民宿を営む。勝浦高では、1975年春季関東大会県予選準決勝で篠塚利夫、宇野勝らのいた銚子商を相手にノーヒットノーランを達成。決勝ではエース小川淳司を擁する習志野高に敗れた。専修大学に進学。東都大学野球リーグでは1978年春季リーグで優勝を経験。この時は堀田一彦、中尾孝義のバッテリーが主力であり、あまり活躍の場はなかった。
卒業後は社会人野球の日本通運に入社。1981年の都市対抗にエースとして出場。準々決勝に進み、東芝の黒紙義弘と投げ合うが敗退。この時のチームメイトに辻発彦、福原峰夫らがいた。同年のプロ野球ドラフト会議で近鉄バファローズから3位指名を受けたが、入団拒否。
1982年の社会人野球日本選手権は決勝に進むが、ヤマハ発動機の鈴木政明らに抑えられ敗れる。この大会では敢闘賞を獲得。1983年の都市対抗でも準決勝に進むが、新日本製鐵名古屋に敗退。同年のプロ野球ドラフト会議でヤクルトスワローズから5位で指名を受け入団。
一軍出場機会がないまま、1985年限りで現役を引退。
後に千葉市リトルシニア野球協会の監督を務める。2009年にリトルシニアUSSSA（全米選手権大会）で初優勝した全日本選抜チームのコーチを務めた。

## 詳細情報

### 年度別投手成績
- 一軍公式戦出場なし

### 背番号
- 16 （1984年 - 1985年）